# José da Silva e Oliveira Rolim
José da Silva de Oliveira Rolim (Diamantina, 1747 – Diamantina, 1835), foi um dos conspiradores da Inconfidência Mineira.

## Formação
Filho do contratador de diamantes (Caixa na Real Extração Diamantina) da cidade, o sargento-mor José da Silva de Oliveira. A residência da família é o atual Museu do Diamante, em Diamantina. Era amasiado com Quitéria Rita, filha de Chica da Silva e do antigo contratador João Fernandes de Oliveira, e com ela teve os filhos Thadeo José da Silva, Domingos José Augusto, Maria Vicência da Silva e Oliveira e Maria da Silva dos Prazeres. Envolvido em negócios ilegais, foi o mais rico participante da Inconfidência.
Quando da mudança da Extração Diamantina, seus pais, em casa de quem morava, foram prejudicados financeiramente. Foi então que a família passou a se dedicar ao contrabando de pedras preciosas. Também traficavam escravos e praticavam a usura.
Procurou a carreira eclesiástica para se ver livre de um processo criminal, como testemunhou Joaquim Silvério dos Reis. Ordenou-se aos 32 anos em Coimbra, sem gostar de estudar, tendo dificuldades para escrever e sendo péssimo em comunicação verbal.

## Participação na Inconfidência Mineira
O Padre Rolim era um homem inescrupuloso  e quando o Visconde de Barbacena se negou a revogar uma ordem de banimento contra ele, uniu-se à Inconfidência Mineira no final da década de 1780, da qual participou ativamente, tendo se comprometido a arranjar 200 cavaleiros armados para a revolução. À essa época, já tinha grande influência sobre a região do Serro, motivo de a Coroa Portuguesa temê-lo.

## Condenação e retorno ao Brasil
Após serem denunciados, foi julgado junto com seus companheiros da Inconfidência Mineira e passou quinze anos preso, primeiro na Fortaleza de São Bento da Saúde – até 1796 -, e depois no Mosteiro de São Bento da Saúde, em Lisboa. Já em 1805 estava de volta ao Brasil com a esposa e filhos.
Lutou, então, para reaver seus bens que haviam sido confiscados, mas só o conseguiu com a Declaração da Independência do Brasil, quando foi também indenizado.
Em 1835 foi sepultado na Igreja do Carmo após ter sido velado com paramentos maçônicos.